# جون هيوز (أستاذ جامعي)
جون هيوز (بالإنجليزية: John Hughes)‏ هو عالم أدوية بريطاني، ولد في 6 يناير 1942 في لندن في المملكة المتحدة.